# Bahnstrecke Skoppum–Horten
| Skoppum |                           |                                                          |                                                          |
| Streckenlänge: | 7 km                      |                                                          |                                                          |
| Spurweite: | 1067 mm, ab 1949: 1435 mm |                                                          |                                                          |
| Stromsystem: | 15 kV, 16,7 Hz ~          |                                                          |                                                          |
| Maximale Neigung: | 18,8 ‰                    |                                                          |                                                          |
| |                           |                                                          |                                                          |
| Betriebsstellen und Strecken |                           |                                                          |                                                          |
| \| \| \| Vestfoldbanen von Drammen \| \| \| \| \| \| \| \| \| 99,54 \| Skoppum[2] \| 39 moh. \| \| \| \| Vestfoldbanen nach Tønsberg \| \| \| \| 100,37 \| Sande elv (20 m) \| Sande elv (20 m) \| \| \| 101,22 \| Vestre Sande (1. Juli 1929–1967) \| Vestre Sande (1. Juli 1929–1967) \| \| \| 103,07 \| Borre (7. Dez. 1881, ab 1. Nov. 1964 Hst.) \| 25,9 moh. \| \| \| 104,05 \| Langgrunn (23. Juni 1941–28. Aug. 1945, ab 9. Juni 1947) \| Langgrunn (23. Juni 1941–28. Aug. 1945, ab 9. Juni 1947) \| \| \| \| Rørestrand (1. Juli 1929 bis 17. Juni 1930) \| \| \| \| 105,15 \| Steinsnes (25. Juni 1930) \| Steinsnes (25. Juni 1930) \| \| \| 106,51 \| Horten (7. Dez. 1881 1881–2007, bis 1967 Pers.-Halt) \| 2,2 moh. \| \| \| 106,60 \| Horten havn (Tiefwasserkai) \| Horten havn (Tiefwasserkai) \| |                           |                                                          |                                                          |
| Strecke |                           | Vestfoldbanen von Drammen                                | Vestfoldbanen von Drammen                                |
| Verschwenkung von links · Verschwenkung von rechts (Strecke außer Betrieb) |                           |                                                          |                                                          |
| Bahnhof · Bahnhof (Strecke außer Betrieb) | 99,54                     | Skoppum                                                  | 39 moh.                                                  |
| Strecke · Strecke (außer Betrieb) |                           | Vestfoldbanen nach Tønsberg                              | Vestfoldbanen nach Tønsberg                              |
| Brücke über Wasserlauf (Strecke außer Betrieb) | 100,37                    | Sande elv (20 m)                                         | Sande elv (20 m)                                         |
| Haltepunkt / Haltestelle (Strecke außer Betrieb) | 101,22                    | Vestre Sande (1. Juli 1929–1967)                         | Vestre Sande (1. Juli 1929–1967)                         |
| Bahnhof (Strecke außer Betrieb) | 103,07                    | Borre (7. Dez. 1881, ab 1. Nov. 1964 Hst.)               | 25,9 moh.                                                |
| Haltepunkt / Haltestelle (Strecke außer Betrieb) | 104,05                    | Langgrunn (23. Juni 1941–28. Aug. 1945, ab 9. Juni 1947) | Langgrunn (23. Juni 1941–28. Aug. 1945, ab 9. Juni 1947) |
| Haltepunkt / Haltestelle (Strecke außer Betrieb) |                           | Rørestrand (1. Juli 1929 bis 17. Juni 1930)              | Rørestrand (1. Juli 1929 bis 17. Juni 1930)              |
| Haltepunkt / Haltestelle (Strecke außer Betrieb) | 105,15                    | Steinsnes (25. Juni 1930)                                | Steinsnes (25. Juni 1930)                                |
| Bahnhof (Strecke außer Betrieb) | 106,51                    | Horten (7. Dez. 1881 1881–2007, bis 1967 Pers.-Halt)     | 2,2 moh.                                                 |
| Betriebsstelle Streckenende (Strecke außer Betrieb) | 106,60                    | Horten havn (Tiefwasserkai)                              | Horten havn (Tiefwasserkai)                              |

Die Bahnstrecke Skoppum–Horten (norwegisch Hortenlinjen) war eine sieben Kilometer lange Bahnstrecke in Vestfold in Norwegen. Sie führte von Skoppum bis Horten.

## Geschichte
In den 1870er Jahren folgte dem Wirtschaftswachstum in Norwegen eine Nachfrage nach Eisenbahnverbindungen. Da die Küstenstädte durch gute Schifffahrtslinien verbunden waren, wurde die Strecke weiter im Landesinneren geplant.
Für die Vestvoldbane, auch Jarlsbergbanen genannt, wurde am 9. Juni 1875 im Storting entschieden, dass sie von Drammen nach Skien führen sollte. Des Weiteren wurde beschlossen, dass eine Nebenbahn von Skoppum nach Horten gebaut werden sollte. Sie wurde in der gleichen Spurweite von 1067 mm errichtet und offiziell am 13. Oktober 1881 in Betrieb genommen. Einen Tag später, am 14. Oktober, kam König Oscar II. zu Besuch. Die offizielle Betriebsaufnahme erfolgte am 7. Dezember 1881.
Es wurden Schienen mit einem Metergewicht von 19,84 kg verwendet. Der Umbau in Normalspur erfolgte am 3. Oktober 1949, elektrifiziert wurde die Strecke am 11. Dezember 1957.

## Fahrzeuge
Von der Eröffnung der Strecke bis 1927 wurden die gleichen Fahrzeuge wie auf der Hauptstrecke eingesetzt. Die Züge wurden mit Dampflokomotiven befördert.
Ab 1927 kamen im Personenverkehr Benzintriebwagen vom Typ C-m Type 1 zum Einsatz. Die Triebwagen waren zweiachsig und hatten 30 Sitze.
Nach dem Umbau der Flekkefjordbane auf Normalspur kamen 1944 die vier Triebwagen des Typs Cmbo Type 1 zur Vestfoldbane. Dies waren Drehgestelltriebwagen, die 1932 bei Strømmens Værksted gebaut wurden.

## Betrieb
1946 fuhren 13 Zugpaare auf der Strecke. Diese Züge hatten alle Anschluss an die Fähre nach Moss. Die letzten Züge mit Dampflokomotiven wurden von Loks der NSB-Baureihe XXIII gefahren.
Nach der Betriebsaufnahme nach der Umspurung auf Normalspur am 3. Oktober 1949 waren es nur noch acht Paare, erst mit der Elektrifizierung ab dem 11. Dezember 1957 wurden wieder elf Zugpaare gefahren. Zum Einsatz kamen Elektrolokomotiven der Typen EL 1, El 2 und El 10. Zudem verkehrten einzelnen Triebwagen des Typs BM 65 auf der Strecke.
In den 1950er Jahren begann der Niedergang des Güterverkehrs. Es wurden Tragseile, Stahlplatten für den Schiffsbau und Schrott transportiert, zudem wurden Futtermitteln verladen.
Der Personenverkehr auf der Strecke wurde mit dem Zug Nr. 883 am 28. Mai 1967 eingestellt, nachdem zuletzt nur noch drei Zugpaare verkehrt waren. Die Einstellung des Güterverkehrs erfolgte am 7. Januar 2002.
Danach wurde beschlossen, die ehemalige Trasse als Fuß- und Radweg zu nutzen. Der Abbau der Strecke begann im Januar 2008, Teile der nicht mehr benötigten Oberleitung wurden von der Thamshavnbane übernommen.